# Demasiado Caliente
Albums de Cal Tjader
Cal Tjader Quartet West Side Story (version Jazz)
Demasiado Caliente est un album studio de la discographie de Cal Tjader, enregistré et sorti en 1960, qui contient plusieurs standards en version latin jazz : Key Largo et September Song.

## Style de l'album
Latin jazz, Mambo, Merengue, Salsa.

## Titres
1. Manila - 4 min 45 s de Mongo Santamaría
2. Key Largo - 3 min 33 s de Benny Carter, Karl Suessdorf et Leah Worth (reprise réarrangée)
3. Tumbao - 6 min 50 s de Rubén González et Cal Tjader
4. Bludan - 3 min 02 s de Eddie Cano
5. Chispita - 3 min 23 s de Eddie Cano
6. September song - 3 min 35 s de Maxwell Anderson et Kurt Weill (reprise réarrangée)
7. Cal's pals - 3 min 34 s de Eddie Cano
8. Para ti - 3 min 20 s de Mongo Santamaría
9. Mamblues - 4 min 36 s de Clark Terry et Cal Tjader

## Personnel et enregistrement
On retrouve deux formations de Cal Tjader sur cet album.
- Enregistrements studio à San Francisco, (Californie). Masters Fantasy Records.

- Enregistrements studio au jazz-club The Blackhawk à San Francisco, (Californie). Masters Fantasy Records.

## Design de couverture
- Photographie de :

## Informations de sortie
- Année de sortie : 1960
- Intitulé : Cal Tjader with Willie Bobo & Mongo Santamaria - Latino!
- Label : Fantasy Records
- Référence Catalogue : Fantasy F-3309 puis (réédité sous Fantasy F-8053)
- Format :  LP 33™ ou (12")
- Notes : Dick Hadlock[4] : sous-titré en légende de fonction : « Jazz Editor for The San Francisco Star, The Annuals Of Jazz, KJAZ, Berkeley, (Californie) ».

## Réédition formatCD
Dans la compilation Cal Tjader with Willie Bobo and Mongo Santamaria - Latino! : l'album intégral est dans l'ordre d'édition, mais le titre no 3 Tumbao est amputé de 7 s.
- Références : Fantasy Records F 24732 ou FCD 24732-2 (1994)[6].

## Observations particulières
La pochette de cet album, à la représentation osée pour l'époque (pause sexy d'un mannequin nu façon pin-up) a acquis une réputation sulfureuse. Les collectionneurs de disques vinyle se souviennent d'elle comme l'une des couvertures d'album les plus sensuelles et les plus sexys de l'ère du vinyle.
On trouve trois compositions originales d'Eddie Cano et deux compositions originales de Mongo Santamaría. Cal Tjader, quant à lui cosigne deux titres avec Clark Terry et Rubén González. Les enregistrements d'Eddie Cano sont assez rares, alors que ses talents pianistiques furent très appréciés dans les années 1960. Le sommet de cet album est atteint avec des versions latinisées de Key Largo et September Song.
À la fin des notes de l'album, figure une liste de vingt-et-un autres titres d'albums de Cal Tjader chez Fantasy Records avec les numéros de catalogue.
Il existe deux versions de disque LP : 
- L'édition normale : disque vinyle noir
- L'édition limitée collector : disque vinyle rouge.